# Blautia glucerasea
Blautia glucerasea es una especie de bacteria grampositiva del género Blautia. Fue descrita en el año 2010. Su etimología hace referencia a glucerasa. Es anaerobia estricta, móvil y formadora de esporas. Tiene un tamaño de 0,8-1,0 μm de ancho por 2,3-3,0 μm de largo. Forma colonias blancas, circulares y lisas. Temperatura de crecimiento entre 25-45 °C, óptima de 37 °C. Se ha aislado de heces de perro y del intestino humano.